# Денисенко Михайло Іванович (майстер кераміки)
Михайло Іванович Денисе́нко (16 грудня 1917, Слюдянка — 7 грудня 2000, Васильків) — український художник-кераміст; член Спілки радянських художників України з 1962 року. Батько майстра художньої кераміки Сергія Денисенка, дід художника Івана Денисенка.

## Біографія
Народився 3 [16] грудня 1917 року на станції Слюдянці (нині місто в Іркутській області Росії). Дитинство і юність пройшли в селищі Олешні — гончарному центрі Чернігівської області. Упродовж 1931—1934 років навчався у Київському художньому технікумі, де його викладачами зокрема були Іван Їжакевич, Григорій Пивоваров, Карпо Трохименко, Іван Хворостецький. З 1935 по 1941 рік продовжив навчання у Харківському художньому училищі у Леонори Блох, Йосипа Дайца, Михайла Дерегуса і Василя Касіяна. Дипломна робота — гіпсова скульптура «Робітник» (керівник Леонора Блох).
З початком німецько-радянської війни його разом з іншими студентами окупанти вивезли з Харкова до Німеччини, де упродовж 1942—1944 років перебував у концтаборі. Згодом працював плакатистом у радянських військових комендатурах кількох німецьких міст. Протягом 1946—1949 років працював скульптором-керамістом і художником в гончаній артілі в селі Олешні.
У 1949—1982 роках — головний художник Васильківського майолікового заводу. Жив у місті Василькові в будинку на провулку Фрунзе № 8. Помер у Василькові 7 грудня 2000 року. Похований у Василькові.

## Творчість
Працював в галузі декоративного мистецтва (декоративний ужитковий посуд, пластика малих форм з майоліки). Серед робіт:
декоративні тарелі
- «Богдан Хмельницький» (1949);
- «Оксана» (1950);
- «До 100-річчя від дня народження Івана Франка» (1956);
- «Павло Корчагін» (1957);
- «Володимир Ленін і селяни» (1957);
- «До 100-річчя від дня смерті Тараса Шевченка» (1961);
- «Караюсь, мучусь, але не каюсь!» (1964);
- «І мене там мати повила» (1964);
- з портретом Івана Котляревського (1970);
- «Слово, чому ти не твердая криця» (1970);
- серія «Засвіт встали козаченки» (1970);
- «Там дівчина воду брала» (1971);
- «Наталка Полтавка» (1971);
- «З життя козацтва» (1986);
- «Запорожець» (1971);
- «Птахи» (1992);

композиції
- «Тарас Шевченко на засланні» (1964, теракота);
- «Кобзар» (1964, теракота);
- «Гомоніла Україна» (1986);

набори посуду
- «Хвилька» (1965);
- «Вечірній» (1968);
- «Гончарний» (1969);
- «Засвіт встали козаченьки» (1970);
- «Добра вечеря» (1970);
- «Київський» (1970);
- «Васильківський» (1972);
- «Слава Києву» (1974);
- до 1500-річчя заснування Києва (1982);
- «Кутя» (1988);
- «Птахи» (1990);
- «Хорошії друзі у мене» (1993).

Розписав і оформив своїми роботами відновлений іконостас Собору Антонія і Феодосія, Миколаївську церкву та церкву Пресвятої Богородиці у Василькові. Також автор пам'ятних знаків у Василькові:
- Двічі Герою Радянського Союзу Володимиру Лаврененкову у військовому містечку № 11;
- жертвам Голодомору 1932—1933 років поблизу Собору;
- художниці-дисидентниці Аллі Горській[1].

Брав участь у всеукраїнських виставках з 1950 року, всесоюзних з 1957 року, закордонних з 1959 року (всього в сорока закордонних виставках та сімдесяти вітчизняних). Зокрема за кордоном його роботи
експонувалися на Всесвітній виставці в Брюсселі у 1958 році, у США, Франції і Греції у 1959 році, Австрії у 1960 році, Італії і НДР у — 1961 році, Угорщині і Польщі — у 1962 році. Персональні виставки відбулися у Києві у 1978 році та Чернігові у 1984 році.
Вироби майстра зберігаються у Національному музеї українського народного декоративного мистецтва у Києві, Музеї етнографії та художнього промислу у Львові, Одеському, Сумському, Харківському, Херсонському, Чернігівському, Горлівському, Дніпровському, Запорізькому художніх музеях, Тернопільському, Вінницькому, Красноградському краєзнавчих музеях, Чернігівському, Яготинському історичних музеях, Канівському музеї нарного декоративного мистецтва, Національному історико-етнографічному заповіднику «Переяславі» у місті Переяславі, музеях Росії.

## Відзнаки, вшанування
- Золота (1961), срібні (1962, 1968) та бронзова (1965) медалі ВДНГ СРСР;
- Почесний громадянин Василькова (за відродження гончарного мистецтва та підняття престижу міста Василькова на міжнародній мистецькій арені; рішення виконавчого комітету Васильківської міської ради № 319 від 21 вересня 1993 року)[1];
- Заслужений діяч мистецтв України з 1995 року;
- Премія імені Катерини Білокур за 1998 рік.

Школа-студія образотворчого мистецтва, що діє у Василькові з 1992 року, з 2001 року має ім'я Михайла Денисенка.